# Anthropozoologie
L'anthropozoologie ou anthrozoologie ou encore ethnozoologie est une discipline scientifique en sciences humaines, partie de l'ethnobiologie, qui étudie les rapports passés ou présents entre le monde animal et les sociétés humaines.

## Épistémologie
Cette discipline, combinaison des mots grecs anthropos (homme) ou ethnos (peuple) et zoon (animal), est une apparition assez récente. Les études les plus anciennes sur les rapports homme/animal ne viennent pas des sciences humaines mais des sciences naturelles, en introduction ou en annexe des grands ouvrages de zootechnie et de cynégétique. Ce furent des historiens, comme le médiéviste Robert Delort et sa "Zoohistoire" qui introduisirent ce champ d'études en sciences humaines, à partir de la seconde moitié du XXe siècle. L'évolution de l'archéologie a ensuite beaucoup servi à alimenter ces recherches, avec la fin des "remblais" inexploités et l'étude des petits éléments de la vie quotidienne des habitats, amenant à une spécialisation de certains chercheurs en archéozoologie. Parallèlement et de façon cloisonnée, l'ethnologie avait rassemblé un grand nombre de données sur les différents systèmes agricoles ou rapports à l'environnement naturel, à travers le monde ; et l'envol des études d'éthologie a permis d'étudier plus en détail le monde animal et son fonctionnement social. Ce n'est guère qu'avec l'évolution de la recherche dans les années 1980 qu'à émergé comme spécialisation de recherche l'anthropozoologie, émergeant en France d'horizons différents, à partir des travaux de Jean-Pierre Digard (ethnologue) et des travaux de François Poplin (archéozoologue).

## Recherches

### Équipes de recherche du CNRS
- Passé et présent: "Archéozoologie et archéobotanique" (UMR 7209 CNRS/Muséum national d'histoire naturelle, dir. Margareta Tengberg),
- Contemporain: "Éco-anthropologie et ethnobiologie" (UMR 7206 CNRS/Muséum national d'histoire naturelle/Univ. Paris-Diderot, dir. Serge Bahuchet).

### Publications scientifiques

#### Revues scientifiques
- Anthropozoologica : revue scientifique édité par le Service des Publications Scientifiques du M.N.H.N. Anthropozoologica fait désormais partie des quatre périodiques produits par le Muséum, depuis 1984  (ISSN 0761-3032). Anthropozoologica est transdisciplinaire (archéologie, ethnologie, histoire, linguistique, biologie, sociologie...) sur le thème de l’histoire des relations entre l’homme et l’animal. Seul périodique d’anthropozoologie en Europe, il est diffusé dans une vingtaine de pays, avec l'objectif de stimuler le dialogue interdisciplinaire et d’établir des synergies entre les différentes approches méthodologiques. Il est piloté par un comité de lecture international qui comporte 19 personnalités scientifiques (dont 12 étrangers) se réunissant une fois par an, et dont le président est J.-D. Vigne, directeur de l'UMR (CNRS/Muséum) 5197 "Archéozoologie, histoire des sociétés humaines et des peuplements animaux". La revue est diffusée à 22 % en anglais, 78 % en français et indexée dans Zoological Record et dans ERIH.
- Ethnozootechnie, la revue de Société française d'ethnozootechnie depuis 1962  (ISSN 0397-6572) ; Ethnozootechnie. Hors-série =  (ISSN 1962-5758).

Plusieurs autres revues plus généralistes ont consacré des numéros spéciaux à ce domaine de l'anthropologie, c'est le cas de la revue Terrain no 10 d'avril 1988 (Des hommes et des bêtes, Les relations homme-animal).
La Société internationale pour l'anthrozoologie, International Society for Anthrozoology (ISAZ) fondée en 1991, publie la revue scientifique Anthrozoös  (ISSN 0892-7936).

#### Colloques et Séminaires
- En dehors des articles de revues, on peut citer comme sources en Anthropozoologie les actes (publiés ou non) de colloques et séminaires. C'est par exemple le cas des Séminaires "Anthropologie des relations hommes-animaux" à l'EHESS (École des hautes études en sciences sociales), placés sous la responsabilité du Pr Jean-Pierre Digard (Directeur de recherche émérite au CNRS, spécialiste français de référence pour l'anthropologie de la domestication animale).
- C'est aussi le cas par exemple en séminaires avec le "Séminaire d’Anthropozoologie : histoire naturelle et culturelle des animaux vrais" au MNHN (SEMAZ), placé sours la responsabilité du Pr François Poplin.

Les actes de tables rondes et colloques internationaux, par l’association interdisciplinaire de chercheurs HASRI (L’Homme et l’Animal, Société de recherche interdisciplinaire) depuis 1984 (présidente C. Lefèvre).
- à l'université de Liège (Belgique) en Histoire, question aussi abordée dans la publication des Colloques d’histoire des connaissances zoologiques  (ISSN 0777-2491).